# Dynamis
Dynamis, ("Den Mäktiga"), född 67 f.Kr, död 14 f.Kr, var en romersk klientmonark (drottning) av det Bosporanska riket. Hon var gift och samregent med kungarna Asander och Polemon I. Hon regerade med Asander år 47 f.Kr och åren 44 till 17 f.Kr, och sedan med Polemon från 17 f.Kr till 14 f.Kr.

## Biografi
Dynamis var dotter till kung Farnakes II av Pontos, som också var kung av det Bosporanska riket, och dennes sarmatiska hustru. Hon var yngre syster till Darius av Pontus och äldre syster till Arsaces av Pontos.

### Asanders första regering
Dynamis blev vid 20 års ålder bortgift av sin far med den lokala aristokraten Asander, som blev utnämnd till Pontos regent i Bosporen. Asander allierade sig samma år med Rom mot hennes far, och fick honom avsatt och dödad. Därefter blev paret med Roms stöd samregerande monarker över ett Bosporen fritt från Pontus.

### Asanders andra regering
Dynamis farbror, Mithridates II av Pontus, lyckades dock avsätta dem med Gaius Julius Caesars stöd, och paret sökte skydd hos hennes mors stam. Efter Caesars död 44 f.Kr kunde de med Octavianus stöd återta tronen, och regerande sedan tillsammans till 17 f.Kr. De fick ett barn, sonen Tiberius Julius Aspurgus; inga andra barn är kända.

### Scribonius regering
År 17 f.Kr utbröt ett uppror lett av romaren Scribonius, som påstod sig vara en släkting till Dynamis. Då Asander såg sina soldater desertera till Scribonius begick han självmord genom att svälta sig till döds. Scribonius gifte sig sedan med Dynamis och utropade sig till hennes medregent. Det är inte känt om han tvingade eller övertalade henne. Rom sände då Marcus Vipsanius Agrippa till Bosporen, som avrättade Scribonius och säkrade Dynamis regering.

### Polemons regering
Dynamis gifte sig sedan med Agrippas tillstånd med kung Polemon I av Pontus, som utropades till hennes medregent. Äktenskapet sågs som positivt av Rom, då det förenade två klientstater till en klientstat. Paret fick inga barn. Polemon avled 8 f.Kr, och efterträddes av hennes son.

### Eftermäle
Drottning Dynamis beskrivs som självständig och uppfattades som en framgångsrik och skicklig politiker. Hon regerade som självständig klientmonark allierad med Rom, och förklarade sig själv som kejsarinna och som Roms vän. Hon lät uppföra tre officiella monumentstatyer av över sig själv som regent, en över kejsarinnan Livia i Afrodites tempel, och en inskription över kejsar Octavianus. Tack vare sina vänskapliga kontakter med Rom bevarade hon sin egen och Bosporens självständighet. Det är möjligt att hon också kände kejsarparet Octavianus och Livia privat.